# Copa Digeder 1990
La Copa Chile 1990 fue la 20.ª versión del clásico torneo de copa entre clubes de Chile, se disputó como un campeonato de apertura al torneo nacional. Los 16 equipos compiten en dos grupos de ocho equipos cada uno, todos de Primera división.
El torneo se desarrolla en dos ruedas, todos contra todos otorgándose la siguiente puntuación:
- Tres puntos por partido ganado.
- Un punto adicional al equipo vencedor convirtiendo más de tres goles.
- El empate a cero gol no otorga puntaje a ninguno de los dos equipos.

Clasifican a cuartos de final los cuatro primeros equipos de cada grupo y se eliminan en partido único, al igual que en semifinal, partido por el tercer puesto y final.
El torneo finalizó el 3 de junio de 1990, coronándose campeón por tercera vez consecutiva Colo-Colo, que venció a Universidad Católica 3-2 en el partido definitorio y obtuvo así el único tricampeonato en la historia de este certamen.

## Primera fase
Pos = Posición; PJ = Partidos jugados; PG = Partidos ganados; PE = Partidos empatados; PP = Partidos perdidos; GF = Goles a favor; GC = Goles en contra; Dif = Diferencia de gol; Pts = Puntos

### Grupo 1
| Pos | Equipo               | PJ | PG | PE | PP | GF | GC | Dif | Pts |
| --- | -------------------- | -- | -- | -- | -- | -- | -- | --- | --- |
| 1   | Naval                | 14 | 8  | 2  | 4  | 31 | 28 | +3  | 20  |
| 2   | Universidad Católica | 14 | 7  | 1  | 6  | 26 | 30 | -4  | 18  |
| 3   | Cobreloa             | 14 | 6  | 4  | 4  | 29 | 20 | +9  | 16  |
| 4   | Huachipato           | 14 | 5  | 5  | 4  | 26 | 21 | +5  | 16  |
| 5   | Deportes Iquique     | 14 | 6  | 2  | 6  | 30 | 26 | +4  | 16  |
| 6   | Cobresal             | 14 | 5  | 3  | 6  | 26 | 26 | 0   | 15  |
| 7   | Deportes La Serena   | 14 | 5  | 4  | 5  | 22 | 23 | -1  | 14  |
| 8   | Palestino            | 14 | 2  | 3  | 9  | 20 | 36 | -16 | 7   |

### Grupo 2
| Pos | Equipo               | PJ | PG | PE | PP | GF | GC | Dif | Pts |
| --- | -------------------- | -- | -- | -- | -- | -- | -- | --- | --- |
| 1   | Unión Española       | 14 | 9  | 3  | 2  | 32 | 17 | +15 | 22  |
| 2   | Colo Colo            | 14 | 7  | 4  | 3  | 36 | 19 | +17 | 21  |
| 3   | O'Higgins            | 14 | 6  | 4  | 4  | 33 | 26 | +7  | 18  |
| 4   | Deportes Concepción  | 14 | 5  | 4  | 5  | 31 | 29 | +2  | 16  |
| 5   | Everton              | 14 | 4  | 4  | 6  | 29 | 31 | -2  | 14  |
| 6   | Santiago Wanderers   | 14 | 6  | 2  | 6  | 23 | 33 | -10 | 14  |
| 7   | Universidad de Chile | 14 | 2  | 5  | 7  | 23 | 33 | -10 | 10  |
| 8   | Fernández Vial       | 14 | 2  | 4  | 8  | 17 | 36 | -19 | 8   |

## Fase Final

### Cuartos de final
| 27 de mayo de 1990 | Universidad Católica                                                                     | 7:1 (3:0) | Deportes Concepción        | Estadio San Carlos de Apoquindo, Santiago               |                                                         |
|                    | Fabián Estay 3', 51' · Gerardo Reinoso 29', 41' (pen.), 49', 61' (pen.) · Luis Pérez 83' |           | 73' (pen.) Roberto Ahumada | Asistencia: 6.268 espectadores Árbitro(s): Hernán Silva | Asistencia: 6.268 espectadores Árbitro(s): Hernán Silva |

| 27 de mayo de 1990 | Unión Española                                                  | 4:0 (0:0) | Huachipato | Estadio Santa Laura, Santiago                            |                                                          |
|                    | Luis Bustos 48' · Eduardo Espinoza 61' · Juan González 67', 89' |           |            | Asistencia: 2.471 espectadores Árbitro(s): Enrique Marín | Asistencia: 2.471 espectadores Árbitro(s): Enrique Marín |

| 27 de mayo de 1990 | Colo-Colo                                                                                                  | 6:5 (4:4, 3:4) (t. s.) | Cobreloa                                                                              | Estadio Monumental, Santiago                                    |                                                                 |
|                    | Rubén Martínez 7' · Jaime Pizarro 30' · Sergio Díaz 36' · Rubén Espinoza 68' · Ricardo Dabrowski 98', 116' |                        | 15' Adrián Czornomaz · 17' Luis Alegría · 38' Camilo Pino · 45', 119' Marcelo Álvarez | Asistencia: 11.095 espectadores Árbitro(s): Salvador Imperatore | Asistencia: 11.095 espectadores Árbitro(s): Salvador Imperatore |

| 27 de mayo de 1990 | O'Higgins                                                                             | 4:1 (3:1) | Naval             | Estadio El Teniente, Rancagua                             |                                                           |
|                    | Luis Medina 8' · Omar Sánchez 28' (pen.) · Fernando Cornejo 43' · Aníbal González 61' |           | 15' Eduardo Nazar | Asistencia: 3.142 espectadores Árbitro(s): Eduardo Gamboa | Asistencia: 3.142 espectadores Árbitro(s): Eduardo Gamboa |

### Semifinal
| 30 de mayo de 1990 | Universidad Católica | 3:1 | Unión Española | Estadio Nacional, Santiago |  |

| 30 de mayo de 1990 | Colo-Colo | 3:2 | O'Higgins | Estadio Nacional, Santiago |  |

### Tercer lugar
| 3 de junio de 1990 | O'Higgins                                              | 4:2 | Unión Española                        | Estadio Nacional, Santiago |  |
|                    | Aníbal González (2) Juan Reyes Juan González (autogol) |     | Juan Carlos González Richard Zambrano |                            |  |

### Final
| 3 de junio de 1990 | Colo-Colo                                                    | 3:2 (2:2, 1:1) (t. s.) | Universidad Católica                      | Estadio Nacional, Santiago                                |                                                           |
|                    | Sergio Díaz 14' · Ricardo Dabrowski 63' · Javier Margas 109' | Reporte                | 36' Rodrigo Barrera · 89' Gerardo Reinoso | Asistencia: 43.237 espectadores Árbitro(s): Enrique Marín | Asistencia: 43.237 espectadores Árbitro(s): Enrique Marín |

## Campeón
| Chile               |
| Colo-Colo 8º título |
|                     |
| Copa Chile          |

## Goleadores
| Jugador          | Equipo               | Goles |
| ---------------- | -------------------- | ----- |
| Adrián Czornomaz | Cobreloa             | 13    |
| Aníbal González  | O'Higgins            | 13    |
| Gerardo Reinoso  | Universidad Católica | 13    |